# 平時子

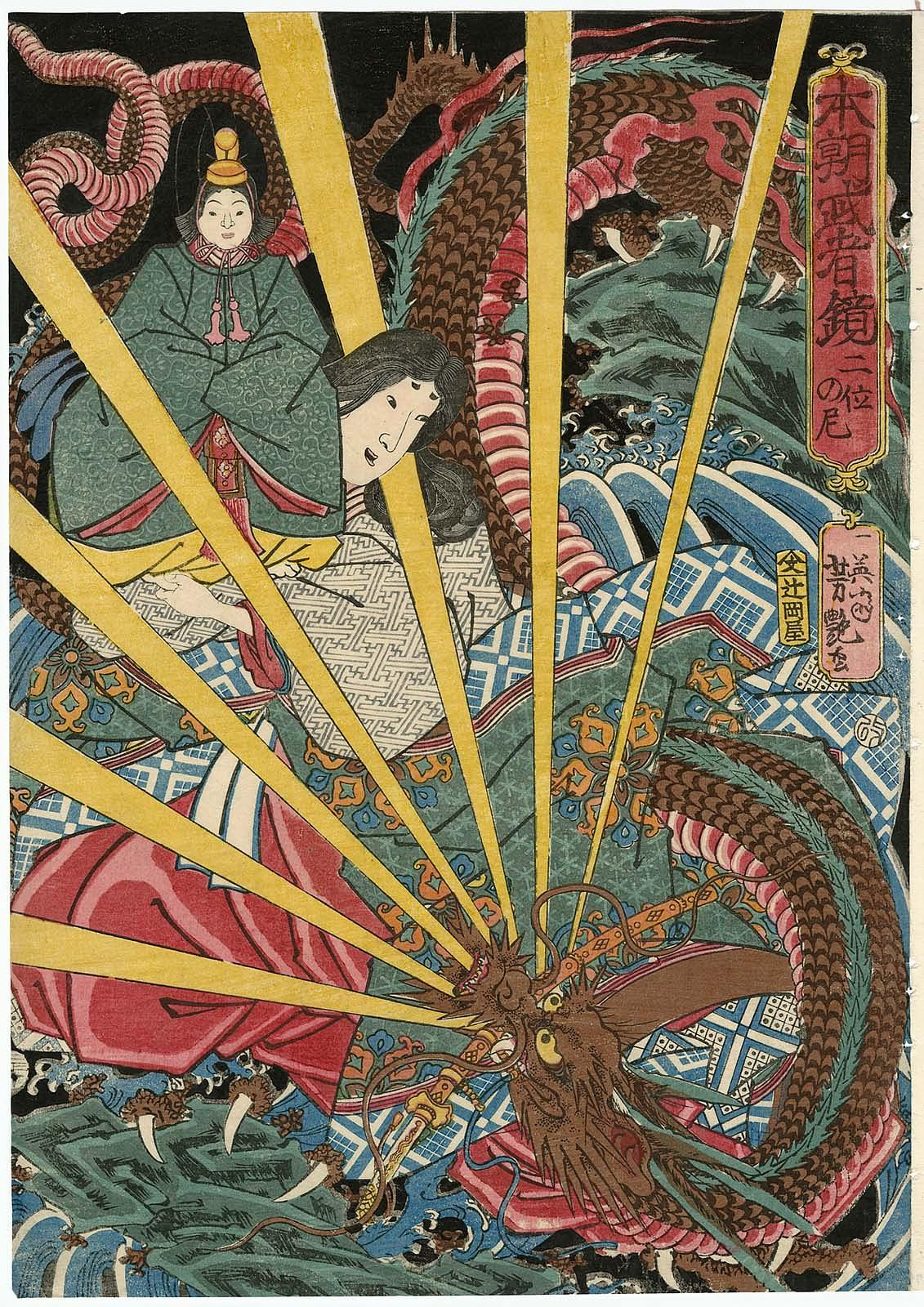
「本朝武者鏡　二位の尼」（歌川芳艶画）

平 時子（たいら の ときこ、大治元年（1126年） - 元暦2年3月24日（1185年4月25日）は、平安時代末期に活躍した平清盛の継室。位階は従二位。二位尼（にいのあま）として知られる。下級公家の平時信の女で、母は二条大宮（令子内親王）の半物（はしたもの、下仕えの女房のこと、氏素性は未詳）。権大納言平時忠の同母姉、平滋子（建春門院）の異母姉あるいは同母姉、能円の異父姉にもあたる。清盛との間に宗盛・知盛・徳子（建礼門院）・重衡らを生む。

## 生涯
第一子の宗盛の誕生年より、久安元年（1145年）頃、清盛の後妻として迎えられたと推測されている。平治の乱後、二条天皇の乳母となり、永暦元年（1160年）12月24日、八十島典侍の賞により従三位に叙された。時子が二条帝の乳母となり、清盛が乳父となったことは、信西の地位の継承の狙いとともに、後白河院と二条帝の対立の中で、二条帝への従属と政治的奉仕の姿勢を示すものと考えられている。二条帝の崩御後、後白河院の寵妃となった異母妹・滋子とともに清盛と後白河院の政治的提携強化の媒介となり、仁安元年（1166年）10月10日、滋子の生んだ憲仁親王（後の高倉天皇）が立太子すると、同年10月21日に従二位に叙せられた。
仁安3年（1168年）、清盛とともに出家。清盛が福原へ遷ると西八条第を継承し、八条櫛笥亭（八条二品亭）と名称を改めている。承安元年（1171年）、徳子が高倉天皇に入内すると、中宮の母として徳子の出産にかかわったほか、高倉帝の諸皇子女の出生や成長儀式にも深くかかわり、清盛一門と皇室との関係を結ぶ役割も果たした。
清盛による治承三年の政変の後、治承4年（1180年）4月に徳子の生んだ外孫・安徳天皇が即位すると、清盛とともに准三宮の宣旨を受けた。清盛はその晩年、宗盛を後継者とする意志を強く見せたため、亡き重盛流の小松家は嫡流からはずれ、時子の出自が新たに嫡流となった。
清盛亡き後は、宗盛や建礼門院徳子の母である時子が平家の家長たる存在となり、一門の精神的支柱として重きをなした。壇ノ浦の戦いで一門が源氏軍に最終的な敗北を喫すと、安徳帝に「浪の下にも都の候ぞ」と言い聞かせ、幼帝を抱いて海中に身を投じ自害した。享年60。
なお『吾妻鏡』には、時子は、三種の神器の一つ天叢雲剣を持ち、安徳帝は按察使局が抱いて入水したとあり、按察使局は引き上げられて助かっている。また『愚管抄』には、時子が安徳帝を抱き、さらに天叢雲剣と三種の神器のもう一つである神璽を具して入水したとある。

## 墓所・伝承
墓所は赤間神宮にあり、毎年5月2日に平家の落人の子孫らで組織される全国平家会の参列のもと一門追悼祭が齋行されている。また山口県長門市日置には、亡骸が打ち上げられたという伝承から、「二位ノ浜」と呼ばれる浜辺があり、海水浴場としても人気がある。

## 画像集

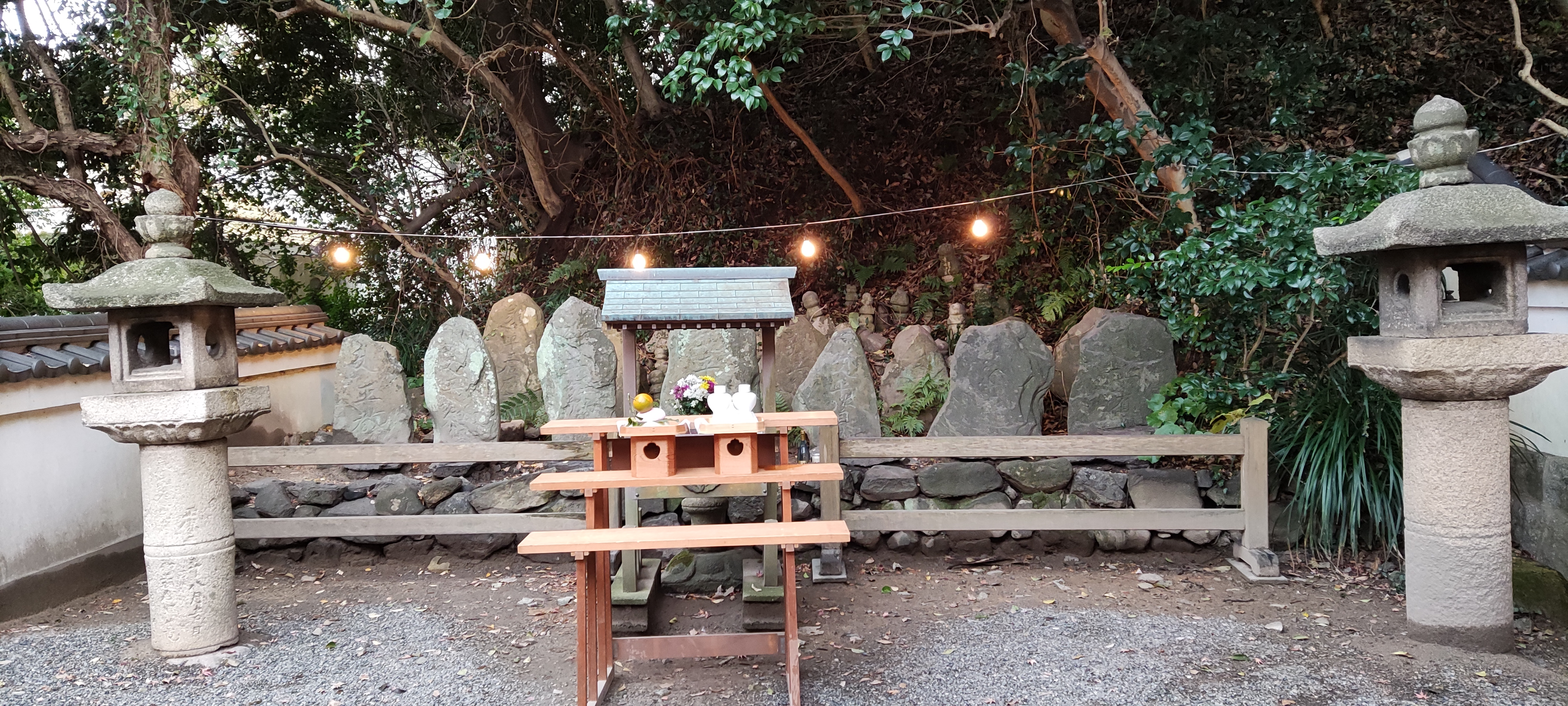
七盛塚（山口県下関市赤間神宮、後列向かって左側）
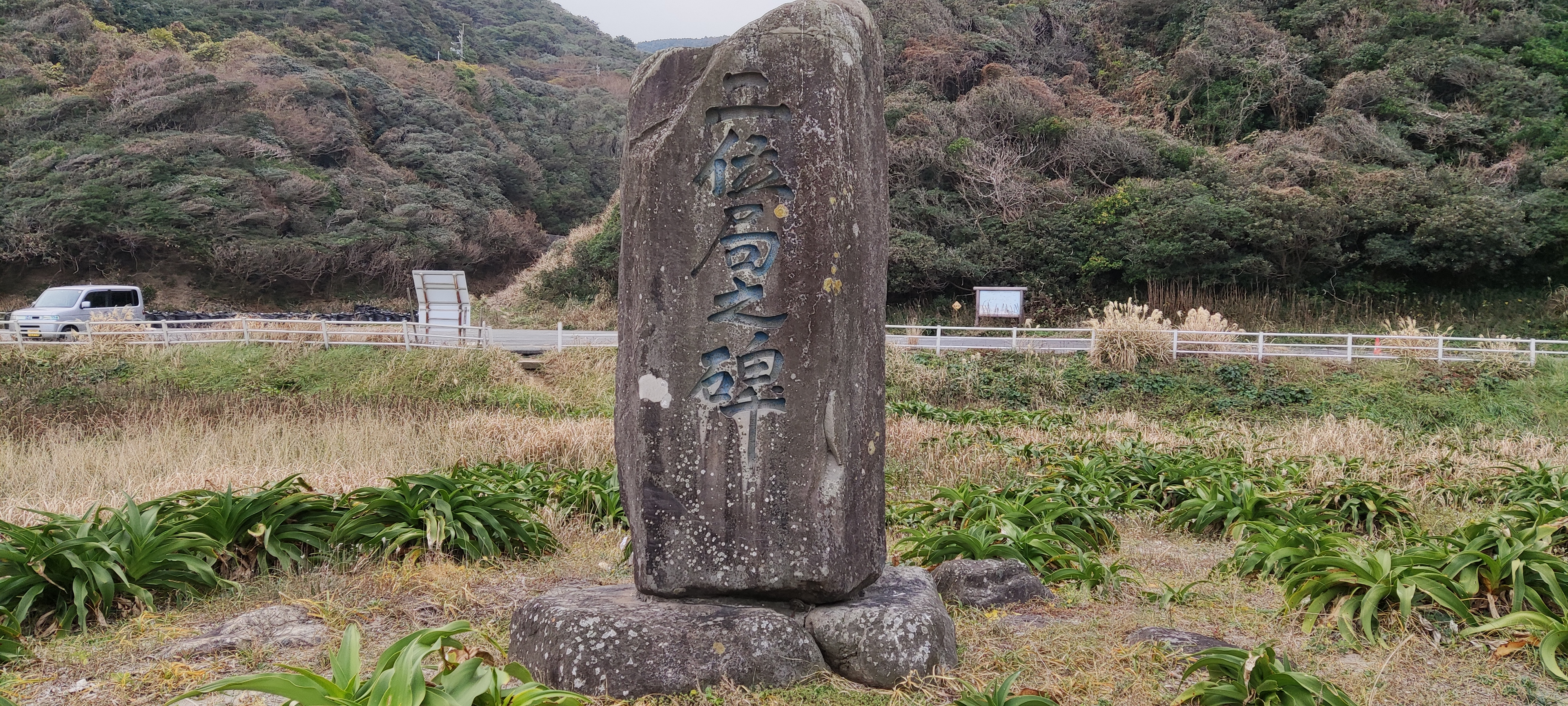
二位局之碑（長門市）（山口県長門市日置中1026‐24二位ノ浜海水浴場）
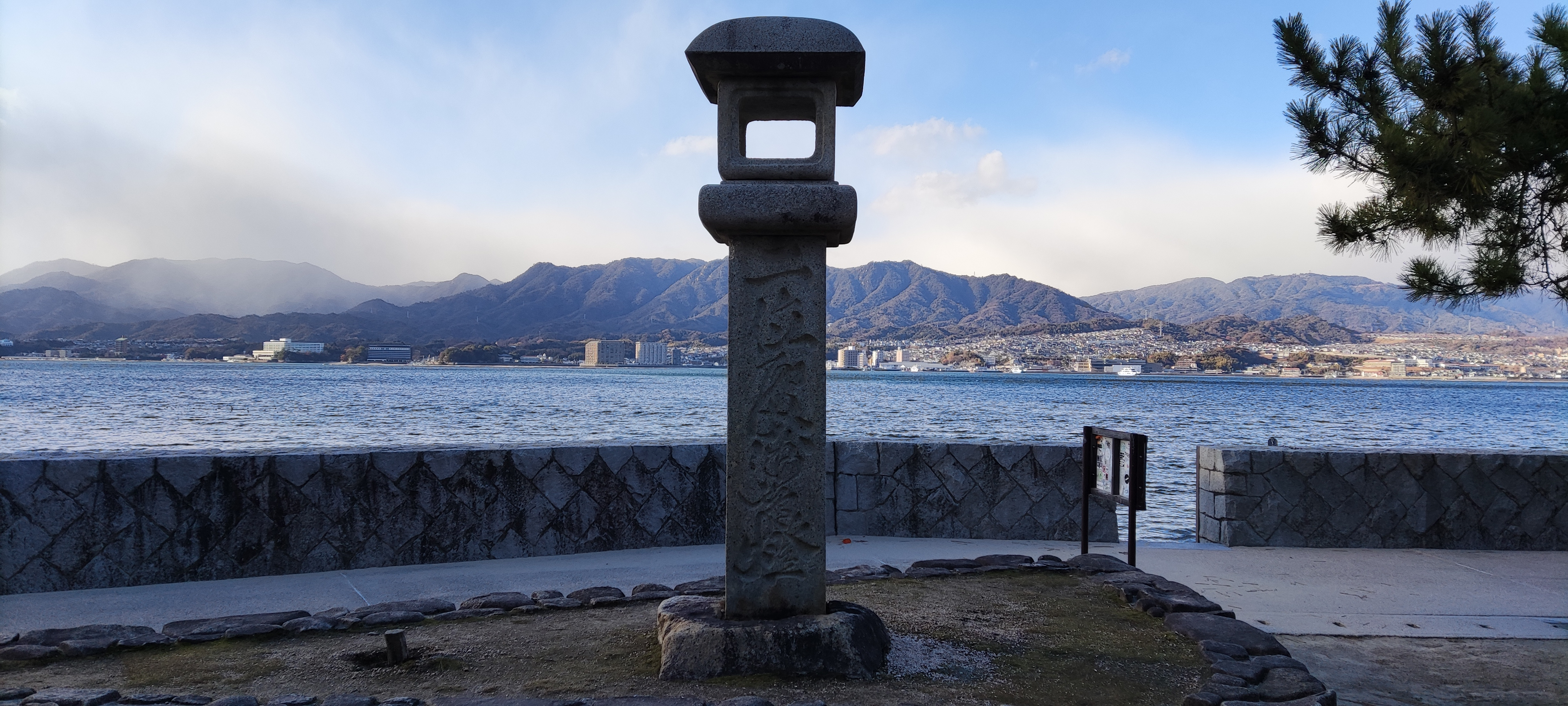
二位殿燈籠（宮島）（広島県廿日市市宮島町）
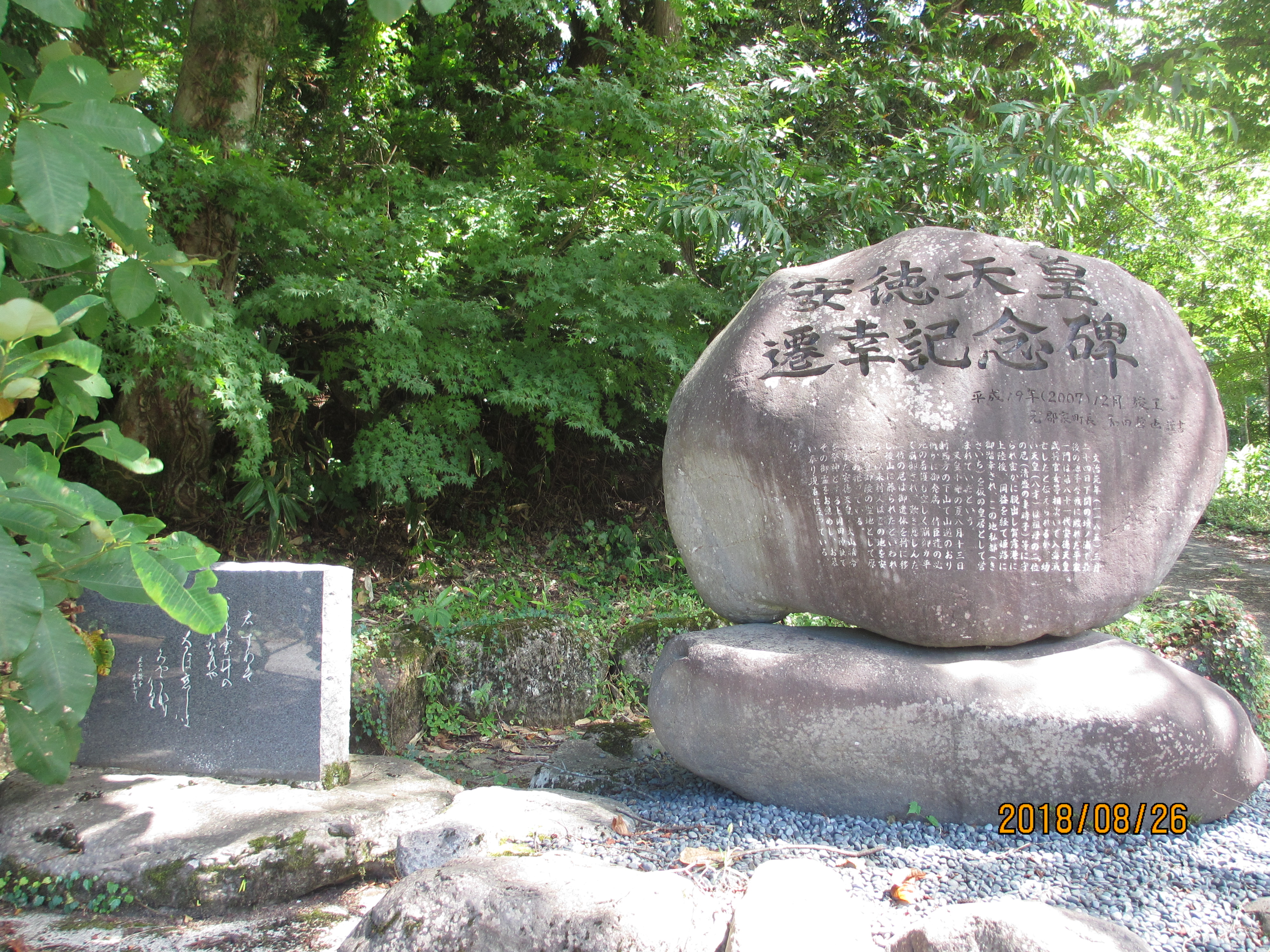
安徳天皇遷幸記念碑（鳥取県八頭郡八頭町姫路、安徳天皇二位の尼遷幸伝承地）
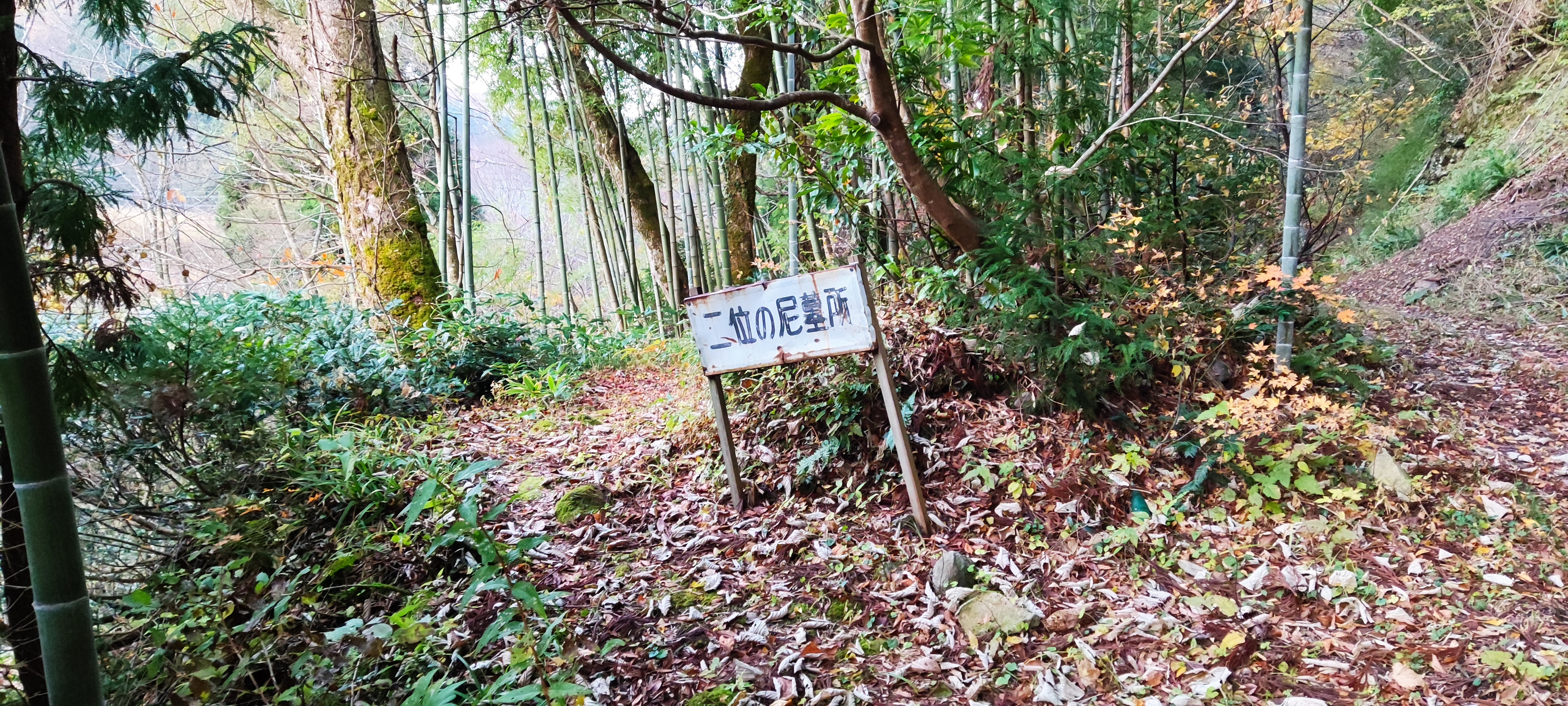
二位の尼墓所説明板（鳥取県三朝町）（付近に安徳陵・平家一門之墓石有り）
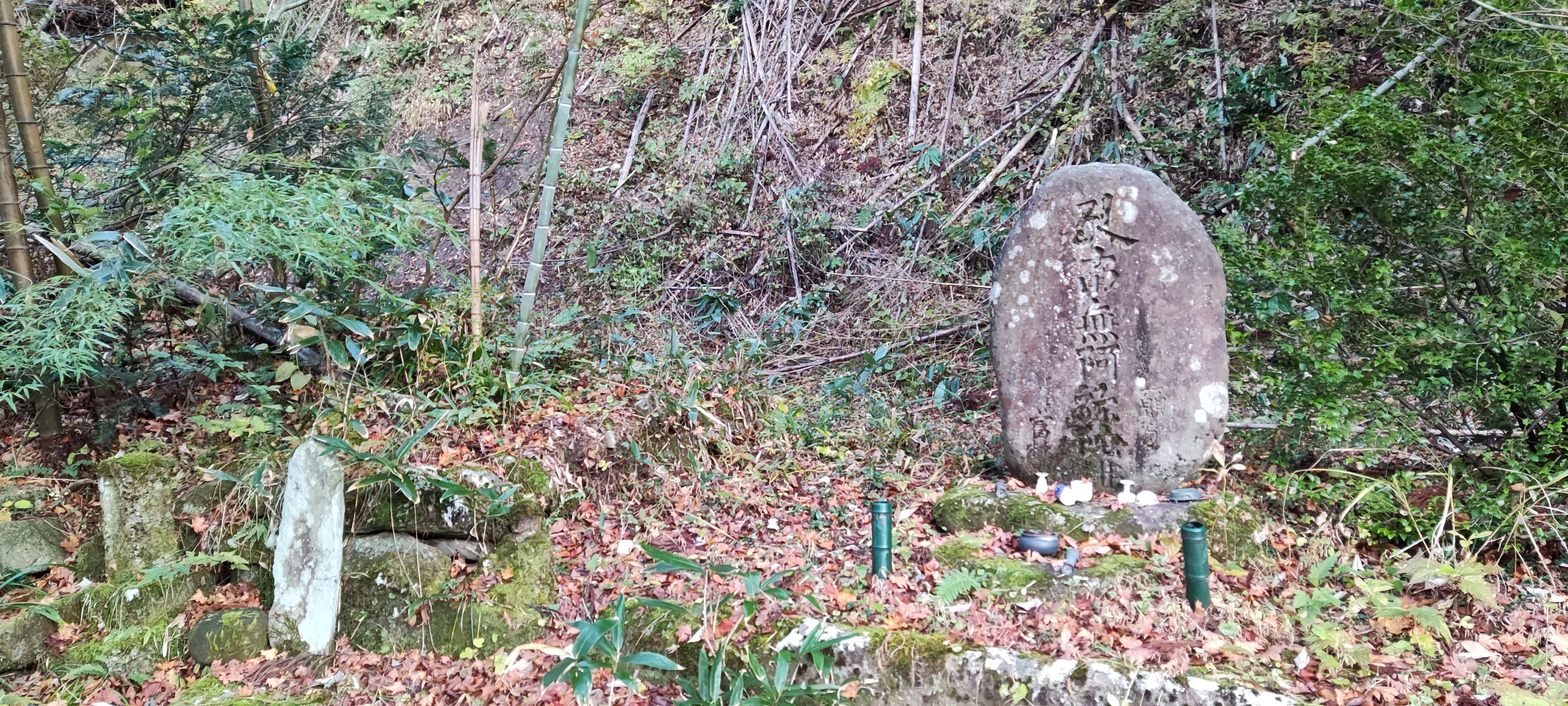
二位の尼墓石（鳥取県三朝町）（鳥取県東伯郡三朝町中津、手前に墓石3）
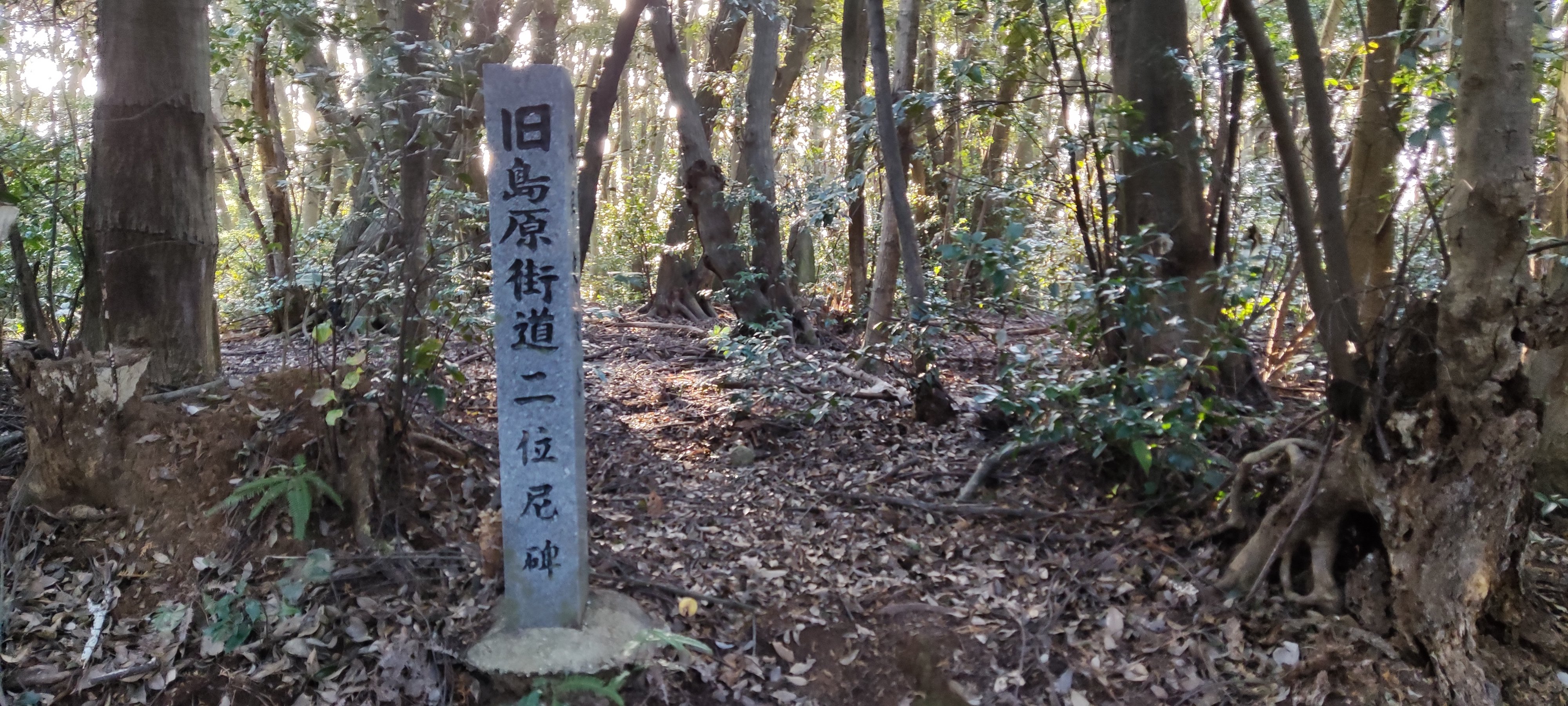
旧島原街道二位尼碑（案内柱）車通行可能、先に安徳天の石碑
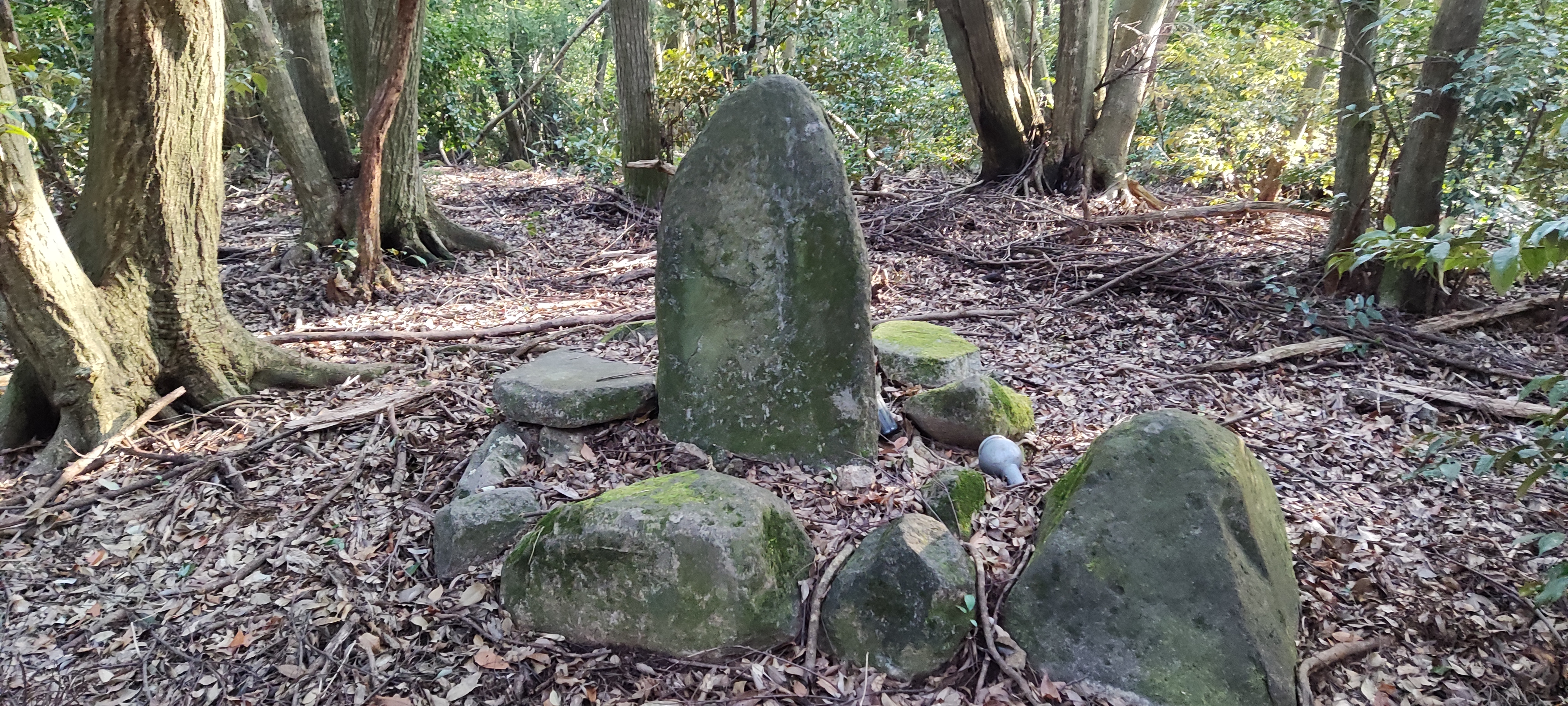
二位の尼の石碑（諫早市）（長崎県諫早市小川町）
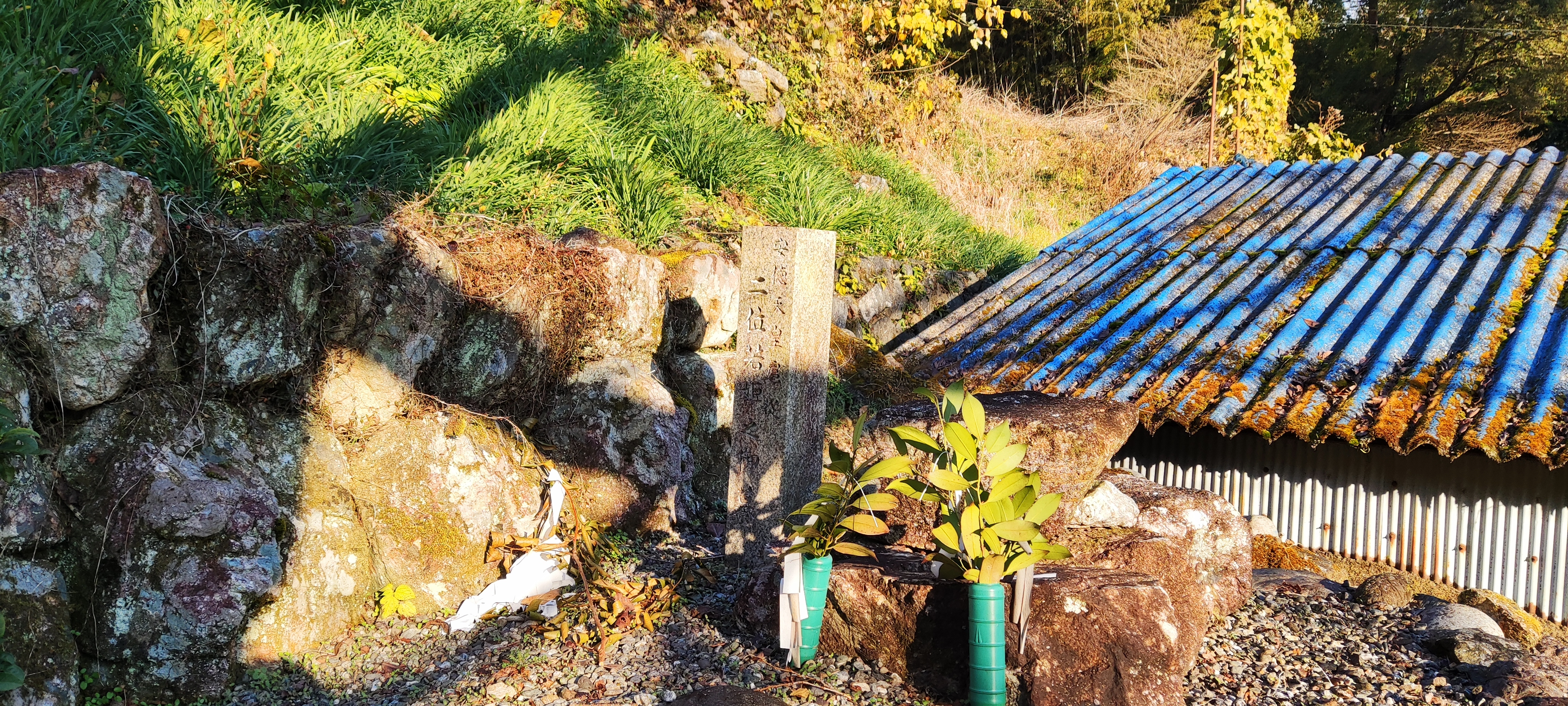
二位若姫之御墓（越知町）（高知県高岡郡越知町越知丁丁784）

## 関連作品
映画
- 新・平家物語（1955年） - 演：久我美子

テレビドラマ
- 女人平家（1971年） - 演：有馬稲子
- 新・平家物語（1972年） - 演：中村玉緒
- 武蔵坊弁慶（1986年） - 演：東恵美子
- 平清盛（1992年） - 演：かたせ梨乃
- 義経（2005年） - 演：松坂慶子
- 平清盛（2012年） - 演：深田恭子

アニメ
- 平家物語 - 演：井上喜久子

ゲーム
- 英傑大戦 - 演：高橋李依

人形劇
- 人形歴史スペクタクル 平家物語 - 演：紺野美沙子

舞台
- 平家物語 -胡蝶の被斬- - 演：麻実れい / 井上麻里奈（Wキャスト）